# Cushendun
Cushendun är en ort i Storbritannien.   Den ligger i riksdelen Nordirland, i den västra delen av landet, 600 km nordväst om huvudstaden London. Cushendun ligger 7 meter över havet och antalet invånare är 138.
Terrängen runt Cushendun är lite kuperad. Havet är nära Cushendun österut.  Närmaste större samhälle är Ballycastle, 15,2 km nordväst om Cushendun. 